# ダイヤモンド (スパンダー・バレエのアルバム)
| 専門評論家によるレビュー | 専門評論家によるレビュー |
| レビュー・スコア         | レビュー・スコア         |
| 出典                     | 評価                     |
| ------------------------ | ------------------------ |
| AllMusic                 | [ 1 ]                    |

『ダイヤモンド』(Diamond) は、スパンダー・バレエの2枚目のスタジオ・アルバム。1982年3月4日にクリサリス・レコードからリリースされた。このアルバムは、丸々1年も先行して発売され、全英シングルチャートの3位まで上昇していたシングル「チャント・No.1 (Chant No. 1 (I Don't Need This Pressure On))」によって宣伝された。このアルバムから最後にシングル・カットされた「インスティンクション (Instinction)」はチャートの10位に達した。このアルバムは、2010年3月8日にCD2枚のスペシャル・エディションとして、リマスターされ、トラックを増やして再リリースされた。

## リリース
オリジナルの『ダイヤモンド』は、イギリスではアナログ盤 (CDL 1353) とカセットテープ (ZCDL 1353) で1982年にリリースされ、さらに12インチ・シングル4枚組の限定ボックス・セット (CBOX 1353) も、少し遅れて同年中に発売された。このボックス・セットに収録された曲は、多くはアルバムのトラックよりも長いバージョンになっていたが、「ファラオ」、「イノセンス・アンド・サイエンス」、「ミッショナリー」はわずかな編集が施されただけであった。ボックスには、色刷のポスターと歌詞カードも封入されていた。このボックスからシングルカットされたのは2曲だけで、「ダイアモンドの如く」は、イギリス盤12インチ・シングルと同じ内容であり、8分に及ぶ「チャント・No.1」は後に「インスティンクション」のイギリス盤12インチ・シングルのB面に収められた。それ以外のリミックス・カットはこのボックス・セットでしか聴かれないものであったが、後に2002年に「インスティンクション」と「コーヒー・クラブ」がCD3枚組ボックス『Reformation』に収録され、2010年には全てのミックスが、『ダイヤモンド』のスペシャル・エディションの Disc1 に収録された。

## トラック・リスト
全曲とも、ゲイリー・ケンプの作詞、作曲による。

### オリジナル・リリース
1. チャント・No.1 (en:Chant No. 1 (I Don't Need This Pressure On)) – 4:07
2. インスティンクション (Instinction) – 4:47
3. ペイント・ミー・ダウン (Paint Me Down) – 3:45
4. コーヒー・クラブ (Coffee Club) – 5:32
5. ダイアモンドの如く (She Loved Like Diamond) – 2:56
6. ファラオ (Pharaoh) – 6:37
7. イノセンス・アンド・サイエンス (Innocence and Science) – 4:27
8. ミッショナリー (Missionary) – 7:00

### 12インチ盤4枚組リミテッド・ボックス・セット – CBOX 1353
12" single 1
1. "Chant No. 1 (I Don't Need This Pressure On) [Remix]" – 8:03
2. "Instinction  [Remix]"- 6:57

12" single 2
1. "Paint Me Down [Remix]" – 6:22
2. "Coffee Club [Remix]" – 6:48

12" single 3
1. "She Loved Like Diamond [Extended Version]" – 3:37
2. "Pharaoh" – 6:37

12" single 4
1. "Innocence and Science" – 4:27
2. "Missionary" – 7:00

### 2010年スペシャル・エディション
Disc one
1. "Chant No. 1 (I Don't Need This Pressure On)"
2. "Instinction"
3. "Paint Me Down"
4. "Coffee Club"
5. "She Loved Like Diamond"
6. "Pharaoh"
7. "Innocence and Science"
8. "Missionary"
9. "Chant No. 1 (I Don't Need This Pressure On) (Remix)"
10. "Instinction (Remix)"
11. "Paint Me Down (Remix)"
12. "Coffee Club (Remix)"
13. "She Loved Like Diamond (Remix)"

Disc two
1. "Feel The Chant" (7" Version)
2. "Man With Guitar"
3. "Gently"
4. "Chant No. 1 (I Don't Need This Pressure On)" (12" Version)
5. "Feel The Chant" (12" Version)
6. "Paint Me Down" (12" Version)
7. "Re-Paint"
8. "Instinction (Trevor Horn Remix)"
9. "The Freeze (BBC In Concert)"
10. "To Cut A Long Story Short (BBC In Concert)"
11. "Glow (BBC In Concert)"
12. "Paint Me Down (BBC In Concert)"
13. "Instinction/Chant No. 1 (BBC In Concert)"

## パーソネル
- トニー・ハドリー（英語版） – ボーカル、シンセサイザー
- ゲイリー・ケンプ – ギター、キーボード、シンセサイザー、バッキングボーカル
- マーティン・ケンプ（英語版） – ベース、バッキングボーカル
- スティーヴ・ノーマン（英語版） - ギター、パーカッション、サクソフォーン、バッキングボーカル
- ジョン・キーブル（英語版） – ドラムス、バッキングボーカル